# Матия Прети
Матия Прети (на италиански: Mattia Preti) е италиански художник, гражданин на Кралство Неапол.
Поради това, че е роден в Калабрия и при престоя си в Рим е кавалер на папа Урбан VIII, Матия Прети е наричан „Кавалер Калабрезе“. През дълъг период от време действа на територията на Италианския полуостров и в Малта – кариерата му продължава повече от шестдесет години и е един от най-важните художници на Неаполитанската живопис.

## Биография

### Периодът в Калабрия
Матия Прети е роден на 24 февруари 1613 г. в Таверна – малък град в провинция Катандзаро като трето дете в голямо семейство, принадлежащо към междинния клас на почитаните семейства, богати не на вещи или материални блага, а на морални и интелектуални качества. Майката Иноченца Скипани, произлизаща от едно от 14-те благороднически семейства на Таверна, се е установила в село Сан Мартино, в чиято селска църква е притежавала семеен параклис, където на 26 февруари 1613 г., два дни след раждането му, е кръстен Матия Прети. Неговият учител е Дон Марчело Анания, енорийски свещеник на църквата „Санта Барбара“ в Таверна, който му преподава писане и граматика. В същия период Матия Прети проявява художествени наклонности, копирайки скици на рисунки, оставени от заминалия за Рим негов по-голям брат.

### Римски период
През 1630 г. Мария Прети се премества в Рим, където първоначално живее заедно с по-големия си брат Грегорио, също художник. Там младият художник е впечатлен от стила и последователите на Караваджо. В този период той рисува светци на Католическата църква. 
Престоят му в Рим продължава 25 години, през които многократно обикаля Италия, Испания, Фландрия, където има контакти с художници като Гуерчино и Джовани Ланфранко, които допълнително оказват влияние върху неговото художествено израстване.

### В Неапол
От 1653 г. Матия Прети се премества в Неапол, където е повлиян от друг велик млад художник, Лука Джордано, и помага за развитието на Неаполитанската изобразителна школа. Между 1657 и 1659 г., по време на чумата, художникът рисува фреските на градските порти. От тези творби днес е останала само тази на порта „Сан Дженаро“. От неаполитанския период на художника има запазени много картини, намиращи се в различни църкви и музеи в Неапол.

### В Малта
През 1661 г. художникът се премества в Малта, призован от Рафаел Котоне, Велик магистър на Малтийския орден. На острова реализира голяма част от декорацията на съкатедралата Свети Йоан Кръстител, „Преобразуването на Свети Павел“ в старата Катедрала „Свети Павел“ в Медина, както и работи за множество малтийски църкви, като създава около 400 на брой картини и фрески. От 1672 г. той успява да изпълни многобройни творби в църквите в родния си град Таверна.
Умира във Валета на 3 януари 1699 г. на 85-годишна възраст.

## Картини

### Италия
- „Свети Никола от Бари“,
 Музей Каподимонте, Неапол
- „Свети Йоан Кръстител“,
 Музей Каподимонте, Неапол
- „Юдит обезглавява Олоферн“,
 Музей Каподимонте, Неапол
- „Свети Себастиан“,
 Музей Каподимонте, Неапол
- „Бягството на Еней от Троя“,
Национална галерия за антично изкуство,
Рим
- „Мъртвият Христос“,
Музея в Месина
- „Христос и прелюбодейката“,
Палацо Абателис, Палермо
- „Четиримата евангелисти“,
Палацо Абателис, Палермо
- „Омир“,
Галерии на Академията, Венеция

### Световни музеи
- „Тома неверни“,
Национален музей за изящни изкуства, Валета
- „Измъчването на Света Екатерина Александрийска“
Национален музей за изящни изкуства, Валета
- „Тома неверни“,
Национален музей за изящни изкуства, Валета
- „Свети Йоан Кръстител проповядва“,
Музеи за изящни изкуства,
 Сан Франциско
- „Света Вероника с кърпата“,
 Музей на изкуството, Лос Анджелис
- „Концертът“,
Музей „Тисен-Борнемиса“,
Мадрид
- „Банкетът на Ирод“,
Музей на провинция Хесен, Касел, Германия

### Фрески
- „Алегорията на триумфа на Ордена на Свети Йоан“,
над входа на катедралата „Свети Йоан“,
 Валета, Малта
- „Кръщението на Христос“,
съкатедралата Свети Йоан Кръстител,
Валета, Малта
- „Свети Йоан проповядва принципите на Светата религия“,
катедралата „Свети Йоан“,
 Валета, Малта